# Encarsia mohyuddini
Encarsia mohyuddini är en stekelart som beskrevs av Shafee och Rizvi 1982. Encarsia mohyuddini ingår i släktet Encarsia och familjen växtlussteklar.
Artens utbredningsområde är:
- Pakistan.
- Taiwan.

Inga underarter finns listade i Catalogue of Life.